# Дунаев, Сергей Фёдорович
Сергей Федорович Дунаев (род. 16 августа 1946, село Драничное, Горьковская обл., СССР) — российский химик, доктор химических наук, профессор, заведующий кафедрой общей химии химического факультета МГУ имени М. В. Ломоносова, заведующий НИЛ химии неорганических композиционных материалов.

## Биография

### Детство. Юность
Родился 16 августа 1946 года в крестьянской семье в селе Драничное. Горьковской области (ныне Нижегородская область), Заветлужский район, позже Воскресенский. Учился в начальной школе в родном селе, затем до 7 класса обучался в средней образовательной школе, находящийся за 6 км от дома, жил в интернате. С восьмого класса обучался в школе райцентра, в селе Воздвиженском (в 16 км).(С большой теплотой отзывается о преподавателях, отмечает хороший коллектив, высокую заинтересованность и квалифицированность, вспоминает замечательного преподавателя математики — своего классного руководителя.)
В 1964 году он окончил школу.

### Студенческие годы
В 1965 году поступил в МГУ. Студенческая жизнь была наполнена не только учёбой, но и различными праздниками, спортивными соревнованиями, проводилось патриотическое воспитание студентов.
При распределении по кафедрам, у С. Ф. Дунаева стоял непростой выбор, так как большой интерес к неорганической химии у него сформировался благодаря прекрасным лекциям, семинарам и практикумам, которые вела профессор Е. А. Ипполитова. Выбор все же пал на кафедру общей химии, где он начал изучать фазовые и структурные изменения в сплавах под действием взрывов. Эффект воздействия взрыва на сплавы открыл академик М. А. Лаврентьев, эту идею разрабатывали в институт гидродинамики им. М. А. Лаврентьева, в ИПХФ, в Институте стали и сплавов. Большая роль подобного рода разработок обуславливалась применением таких материалов в авиакосмической технике, поскольку они обладали высокой жаропрочностью и хорошими механическими свойствами. С. Ф. Дунаев изучал подобные процессы для сплавов на основе Fe, Co, Ni. В ходе работы сформировалась тема дипломной работы и направление дальнейших исследований: «Обработка металлов и сплавов на основе кобальта и тугоплавких металлов Mo, W, V, Zr и т. д. с помощью энергии взрыва».

### Семья
Есть дочь, внук и внучка — историк-искусствовед, работает в журналистике.

## Научная деятельность
В 1970 году он поступает в аспирантуру. Продолжает работу по теме взаимодействия никеля и других металлов под действием нагрузок и в равновесном состоянии. В 1974 году защищает кандидатскую диссертацию по теме «Физико-химическое исследование взаимодействия кобальта с элементами IV—VI А-групп под действием ударного импульса и в равновесном состоянии». После этого выбрал новую область для исследований — легкие сплавы на основе Mg и Al и композиционные материалы на их основе. В начале 80-х годов научные интересы были сконцентрированы на исследованиях многокомпонентных диаграмм состояния на основе магнийалюминиевых сплавов, легированных тугоплавкими металлами. К тому времени в литературе отсутствовала информация о строении подобных систем и связано это было, прежде всего, с экспериментальными трудностями приготовления сплавов и приведения их в равновесное состояние. Требовалось разработать новые, более экспрессные и менее трудоемкие методы построения диаграмм состояния, позволяющие в кратчайшие сроки получить сведения, необходимые для прогнозирования оптимальной конструкции композитного материала. Таким образом, успешная разработка оптимальных конструкций композиционных материалов на основе легких сплавов возможна лишь при комплексном теоретическом и экспериментальном исследовании взаимодействия элементов в многокомпонентных системах, установление механизмов формирования диффузионных зон, выявление закономерностей их эволюции в условиях, максимально близких к эксплуатационным. Проведение этого цикла исследований позволило С.Ф. Дунаеву защитить в 1991 году докторскую диссертацию по теме «Химия слоистых металлических материалов на основе алюминиевых и магниевых сплавов» 26 декабря 1991 года во Львовском государственном университете.
В феврале 1992 года ему была присуждена ученая степень доктора химических наук, а в марте 1992 — присвоено звание профессора. 28 сентября 1992 года С.Ф. Дунаев был назначен заведующим кафедрой общей химии.
Все это время занимался синтезом дисперсионно-упрочнённых композиций, где Ni легировался добавками TiO2, ZrO2, Ir2O3. При исследовании взаимодействия никелевых сплавов с магнием было обнаружено уникальное явление образования регулярных структур, состоящих из чередующихся слоев двух фаз. Установлено, что этот процесс осуществляется по диффузному механизму, определены концентрационные области появления эффекта в тройных системах Ni-Mg-Me ( Me = Ti, Zr, Hf, V, Nb, Cr, Mo и т.д.) Позже им разработаны методические основы экспрессных методов построения диаграмм фазовых равновесий, включающих магний и тугоплавкие металлы. Предложен механизм рекомбинации неравновесных вакансий путем фазового перехода, объясняющий явление образования периодических структур в диффузных зонах. Разработана физико-химическая классификация метастабильных поверхностей раздела в слоистых композиционных материалах, определяемая диаграммой состояния исследуемой системы, скоростью взаимодействия основных компонентов материала и учитывающая особенности начальных стадий взаимодействия компонентов на метастабильных поверхностях раздела. Предложена эмпирическая формула,  позволяющая оценивать длительность латентного периода при рабочих температурах слоистого композиционного материала.
В начале 2000-х годов научные интересы профессора С.Ф. Дунаева относятся к исследованиям перспективных наноструктурных, аморфных и квазикристаллических материалов. Под его руководством группой сотрудников кафедры общей химии были исследованы фазовые равновесия в тройных системах Al-Mn-Si, Al-Cu-Fe и Al-Cu-Co. Синтезированы и определены температурно-концентрационные пределы стабильности квазикристаллических фаз в системах Al- Cu-Fe и Al-Cu-Co.
Автор около 200 научных публикаций, порядка 50 в высокорейтинговых научных журналах. Имеет авторские свидетельства. Членство в диссертационных советах.

## Педагогическая деятельность
Автор около 15 учебных курсов, читает курсы «Общая химия» для студентов геологического факультета, курсы лекций «Химия композиционных материалов», «Микрозондовые рентгеноспектральные методы анализа материалов», «Введение в специальность» для студентов 4-го курса химического факультета, также читает лекции по курсу основы естествознания студентам-политологам. Под его руководством защищены 15 кандидатских диссертаций, 1 докторская диссертация и порядка 10 дипломных работ. Он неоднократно представлял доклады на различных конференциях. В настоящее время является членом диссертационного совета химического факультета МГУ.
Сразу после основания филиала МГУ в Севастополе возглавляемая им кафедра в течение 3 лет налаживала учебный процесс, вела подготовку практикумов. В настоящее время ведется активная работа с филиалом в Душанбе.
Автор 18 учебников и учебных пособий по общей химии и спецкурсу «химия металлических сплавов».

## Административная деятельность
С 1 октября 1978 года занимал должность заместителя декана химического факультета по научно-исследовательской части, с 1982—1985 года — заместитель проректора по НИЧ, с 1985 по 1992 занимает должность проректора МГУ по административно-хозяйственной работе. В настоящее время возглавляет лабораторию «Химии композиционных неорганических материалов», является заведующий кафедрой общей химии химического факультета МГУ имени М. В. Ломоносова.

## Почести и награды
В 1979 году награждён значком «Отличник народного просвещения РСФСР» за участие в курсах по повышению квалификации учителей. Награждён медалью ордена «За заслуги перед Отечеством» II степени в 1999 году, I степени в 2005 году.